# Рубцово (городской округ Истра)
Рубцово — деревня в составе сельского поселения Ядроминское Истринского района Московской области. Население — 4 чел. (2010). В деревне одна улица — Радужная, зарегистрировано 7 садоводческих товариществ и 2 личных подсобных хозяйства.
Рубцово расположено в 16 км к западу от райцентра — города Истры, на левом берегу реки Молодильни и в 2,5 км от железнодорожной платформы Курсаковская Рижского направления, высота над уровнем моря 199 м.

## История
В XVI—XVIII веках Рубцово входило в состав Сурожского стана Московского уезда, в 1782—1796 годах — в Воскресенский уезд и затем в Новопетровскую волость Рузского уезда Московской губернии. При советской власти, с 1922 года деревня в составе нового Воскресенского уезда, с 3 июня 1929 года в составе Воскресенского района Московской области.

## Население
| 2002 | 2006 | 2010 |
| ---- | ---- | ---- |
| 4    | ↗10  | ↘4   |